# 沟羊茅
沟羊茅（学名：Festuca valesiaca）是一种禾本科植物。这种植物产于中国新疆，广泛分布于天山北坡、阿尔泰山、准噶尔西部山地、北塔山和伊犁谷地；此外在欧洲、原苏联也有分布。